# Armalcolit
Armalcolit (auch Kennedyit, IMA-Symbol Arm) ist ein selten vorkommendes Mineral aus der Mineralklasse der „Oxide und Hydroxide“ mit der chemischen Zusammensetzung (Mg,Fe2+)Ti2O5 und damit chemisch gesehen ein Magnesium-Eisen-Titan-Oxid. Die in den runden Klammern angegebenen Elemente können sich dabei in der Formel jeweils gegenseitig vertreten (Substitution, Diadochie). Der Anteil an Magnesium muss dabei allerdings immer über 50 % betragen und beide zusammen stehen immer im selben Mengenverhältnis zu den anderen Bestandteilen des Minerals.
Armalcolit kristallisiert im orthorhombischen Kristallsystem und entwickelt nur hypidiomorphe Kristallite bis etwa 300 μm Größe oder körnige Massen von grauer bis bräunlicher Farbe. Das Mineral ist undurchsichtig und zeigt auf den Oberflächen einen metallischen Glanz.

## Etymologie und Geschichte
Aufgrund der Tatsache, dass das Mineral zuerst in Mondgestein gefunden wurde, benannten es die Erstbeschreiber A. T. Anderson, T. E. Bunch, E. N. Cameron, S. E. Haggerty, F. R. Boyd, L. W. Finger, O. B. James, K. Keil, M. Prinz, Paul Ramdohr und A. El Goresy 1970 nach den Anfangssilben der Nachnamen der drei Astronauten der Apollo-11-Mission Armstrong, Aldrin und Collins. Die ersten Fundproben entstammen dieser Mondmission. Die Typlokalität von Armalcolit ist entsprechend das Mare Tranquillitatis. Das Mineral wurde später auch auf der Erde entdeckt.
Das Typmaterial von Armalcolit (HT/CT) wird im Lunar and Planetary Institute (LPI, ehemals Lunar Science Institute LSIH) der NASA in Houston (Texas) in den USA aufbewahrt.

## Klassifikation
Bereits in der veralteten 8. Auflage der Mineralsystematik nach Strunz gehörte der Armalcolit zur Mineralklasse der „Oxide und Hydroxide“ und dort zur Abteilung der Oxide mit der Formel „M2O3- und verwandte Verbindungen“, wo er zusammen mit Pseudobrookit und im Anhang mit Freudenbergit die „Pseudobrookit-Reihe“ mit der System-Nr. IV/C.11 bildete.
Im zuletzt 2018 überarbeiteten und aktualisierten Lapis-Mineralienverzeichnis nach Stefan Weiß, das sich aus Rücksicht auf private Sammler und institutionelle Sammlungen noch nach dieser alten Form der Systematik von Karl Hugo Strunz richtet, erhielt das Mineral die System- und Mineral-Nr. IV/C.24-10. In der „Lapis-Systematik“ entspricht dies der Abteilung „Oxide mit dem Stoffmengenverhältnis Metall : Sauerstoff = 2 : 3 (M2O3 und verwandte Verbindungen)“, wo Armalcolit zusammen mit Kleberit, Pseudobrookit, Pseudorutil und Tietaiyangit eine eigenständige, aber unbenannte Gruppe bildet.
Die von der International Mineralogical Association (IMA) zuletzt 2009 aktualisierte 9. Auflage der Strunz’schen Mineralsystematik ordnet den Armalcolit ebenfalls in die Klasse der „Oxide und Hydroxide“, dort allerdings in die neu definierte Abteilung der „Oxide mit dem Stoffmengenverhältnis Metall : Sauerstoff = 2 : 3, 3 : 5 und vergleichbare“ ein. Diese ist zudem weiter unterteilt nach der relativen Größe der beteiligten Kationen, so dass das Mineral entsprechend seiner Zusammensetzung in der Unterabteilung „Mit mittelgroßen Kationen“ zu finden ist, wo es zusammen mit Mongshanit und Pseudobrookit die „Pseudobrookitgruppe“ mit der System-Nr. 4.CB.15 bildet.
Auch die vorwiegend im englischen Sprachraum gebräuchliche Systematik der Minerale nach Dana ordnet den Armalcolit in die Klasse der „Oxide und Hydroxide“ und dort in die Abteilung der „Mehrfachen Oxide“ ein. Hier ist er zusammen mit Pseudobrookit und einem Mineral, das bisher nur unter der Bezeichnung IMA 2000-016 bekannt ist, in der unbenannten Gruppe 07.07.01 innerhalb der Unterabteilung „Mehrfachen Oxide mit verschiedenen Formeln“ zu finden.

## Kristallstruktur

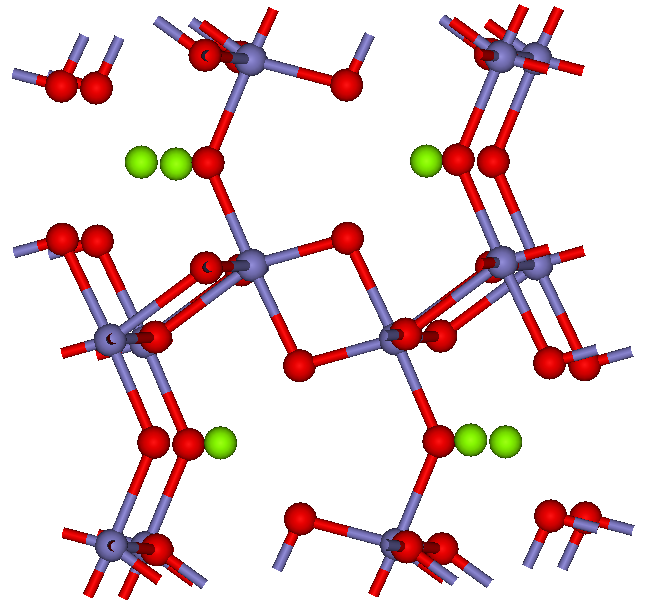
Kristallstruktur von Armalcolit

Armalcolit kristallisiert orthorhombisch in der Raumgruppe Bbmm (Raumgruppen-Nr. 63, Stellung 5) mit den Gitterparametern a = 9,74 Å, b = 10,02 Å und c = 3,74 Å sowie vier Formeleinheiten pro Elementarzelle.

## Bildung und Fundorte
Armalcolit bildet sich bei niedrigen Drucken und hohen Temperaturen in titanreichen Basalten und Mikrobrekzien, seltener in granitischen Pegmatiten, ultramafischen Gesteinen, Lamproiten oder Kimberliten. Auf der Erde wurde das Mineral auch in Einschlagskratern oder als Einschlüsse in kohligen Chondriten gefunden.
Bisher wurde Armalcolit neben dem Mare Tranquillitatis auf dem Mond nur an 26 Fundstellen auf der Erde nachgewiesen: Auf den subantarktischen Kerguelen; am Nördlinger Ries/Bayern in Deutschland; bei Qeqertarsuaq in Grönland; bei El Toro im Bundesstaat San Luis Potosí in Mexiko; im Altaigebirge der Mongolei; bei Gătaia in Rumänien; in den russischen Regionen um Sacha und Chatanga; in Brusno/Okres Banská Bystrica in der Slowakei; in den spanischen Regionen Albacete und Murcia; in den südafrikanischen Minen von Jagersfontein und Kimberley; bei Liberec/Böhmen in Tschechien; sowie in den Countys Garfield (Vulkangestein des Smoky Butte), Uvalde, Piute und Sweetwater in den USA.